# Cyril V. Jackson
Cyril V. Jackson, född 5 december 1903 i Manchester i Storbritannien, död februari 1988, var en sydafrikansk astronom.
Mellan 1928 och 1947 var han verksam vid Union Observatory i Johannesburg i Sydafrika. Senare var han verksam vid Yale-Columbia Southern Observatory i Johannesburg. Mellan 1957 och 1963 arbetade han vid Mount Stromlo observatoriet i Australien. Från 1963 till 1966 var han ansvarig för Félix Aguilar-observatoriet i Argentina.

## Utmärkelser
Asteroiden 2193 Jackson är uppkallad efter honom.

## Upptäckter
Cyril V. Jackson upptäckte asteroiden 1595 Tanga tillsammans med den brittiske astronomen Harry E. Wood. Minor Planet Center listar honom som upptäckare av 72 asteroider mellan 1929 och 1939. Han upptäckte också de båda kometerna 47P/Ashbrook-Jackson och 58P/Jackson-Neujmin.

## Asteroid upptäckt av Cyril V. Jackson
| 1116 Catriona | 5 april 1929     |
| 1186 Turnera  | 1 augusti 1929   |
| 1193 Africa   | 24 april 1931    |
| 1194 Aletta   | 13 maj 1931      |
| 1195 Orangia  | 24 maj 1931      |
| 1196 Sheba    | 21 maj 1931      |
| 1197 Rhodesia | 9 juni 1931      |
| 1242 Zambesia | 28 april 1932    |
| 1243 Pamela   | 7 maj 1932       |
| 1244 Deira    | 25 maj 1932      |
| 1245 Calvinia | 26 maj 1932      |
| 1246 Chaka    | 23 juli 1932     |
| 1248 Jugurtha | 1 september 1932 |
| 1264 Letaba   | 21 april 1933    |
| 1268 Libya    | 29 april 1930    |
| 1278 Kenya    | 15 juni 1933     |
| 1279 Uganda   | 15 juni 1933     |
| 1282 Utopia   | 17 augusti 1933  |
| 1318 Nerina   | 24 mars 1934     |
| 1319 Disa     | 19 mars 1934     |

| 1320 Impala   | 13 maj 1934      |
| 1321 Majuba   | 7 maj 1934       |
| 1323 Tugela   | 19 maj 1934      |
| 1324 Knysna   | 15 juni 1934     |
| 1325 Inanda   | 14 juli 1934     |
| 1326 Losaka   | 14 juli 1934     |
| 1327 Namaqua  | 7 september 1934 |
| 1349 Bechuana | 13 juni 1934     |
| 1354 Botha    | 3 april 1935     |
| 1355 Magoeba  | 30 april 1935    |
| 1356 Nyanza   | 3 maj 1935       |
| 1357 Khama    | 2 juli 1935      |
| 1358 Gaika    | 21 juli 1935     |
| 1359 Prieska  | 22 juli 1935     |
| 1360 Tarka    | 22 juli 1935     |
| 1362 Griqua   | 31 juli 1935     |
| 1367 Nongoma  | 3 juli 1934      |
| 1368 Numidia  | 30 april 1935    |
| 1393 Sofala   | 25 maj 1936      |
| 1394 Algoa    | 12 juni 1936     |

| 1396 Outeniqua | 9 augusti 1936  |
| 1397 Umtata    | 9 augusti 1936  |
| 1427 Ruvuma    | 16 maj 1937     |
| 1428 Mombasa   | 5 juli 1937     |
| 1429 Pemba     | 2 juli 1937     |
| 1430 Somalia   | 5 juli 1937     |
| 1431 Luanda    | 29 juli 1937    |
| 1432 Ethiopia  | 1 augusti 1937  |
| 1456 Saldanha  | 2 juli 1937     |
| 1467 Mashona   | 30 juli 1938    |
| 1468 Zomba     | 23 juli 1938    |
| 1474 Beira     | 20 augusti 1935 |
| 1490 Limpopo   | 14 juni 1936    |
| 1505 Koranna   | 21 april 1939   |
| 1506 Xosa      | 15 maj 1939     |
| 1595 Tanga     | 19 juni 1930[A] |
| 1634 Ndola     | 19 augusti 1935 |
| 1638 Ruanda    | 3 maj 1935      |
| 1641 Tana      | 25 juli 1935    |
| 1676 Kariba    | 15 juni 1939    |

| 1712 Angola                               | 28 maj 1935       |
| 1784 Benguella                            | 30 juni 1935      |
| 1816 Liberia                              | 29 januari 1936   |
| 1817 Katanga                              | 20 juni 1939      |
| 1948 Kampala                              | 3 april 1935      |
| 1949 Messina                              | 8 juli 1936       |
| 2066 Palala                               | 4 juni 1934       |
| 2825 Crosby                               | 19 september 1938 |
| 2865 Laurel                               | 31 juli 1935      |
| 3768 Monroe                               | 5 september 1937  |
| (5452) 1937 NN                            | 5 juli 1937       |
| 7102 Neilbone                             | 12 juli 1936      |
| Upptäckt tillsammans med: A Harry E. Wood |                   |